# Fiddler’s Farewell
Fiddler's Farewell – tomik wierszy amerykańskiej poetki Leonory von Stosch Speyer, opublikowany w 1926 i wyróżniony Nagrodą Pulitzera w dziedzinie poezji za 1927. Tomik zrecenzowała w czasopiśmie Poetry Harriet Monroe. W rywalizacji o Pulitzera tom wygrał z dark of the moon Sary Teasdale i Streets in the Moon Archibalda MacLeisha.